# Cementerio de San Bartolomé de Tirajana
El cementerio de San Bartolomé de Tirajana se encuentra ubicado en el límite oeste del casco de la Villa del que recibe su nombre, en lo alto del denominado Monte Pibre, en la isla de Gran Canaria (Canarias). Es un rectángulo de 3100 metros cuadrados, aproximadamente, compuesto por dos parcelas paralelas y a distinto nivel destinadas a enterramientos en tierra y nicho], una sala mortuoria, un osario y una capilla, eje central de todo el conjunto, acotado por una tapia. 

## Estructura
En el conjunto, de autor anónimo, destaca por su valor arquitectónico y artístico, de marcado carácter neogótico (siglo XX), la fachada, que ocupa una extensión de 53 metros lineales, está orientada hacia el Este, oscilando la altura entre los 3 metros de la tapia y los 10 metros de la capilla. 
Los detalles ornamentales en la fachada del cementerio están inspirados en la arquitectura medieval, especialmente los arcos apuntados de doble centro. Por otra parte, la obra cuenta con medallones, orlas, remates, molduras, cruces irlandesas (celtas), etc., que evocan en su diseño a la construcción gótica pero más próximo al ecletismo populista que a la variante academista. 
La fachada sobre una tapia lineal apaisada se compone de piedra gris extraída de las canteras próximas al emplazamiento. Esta estructura pétrea decorativa y monumental da la pauta al conjunto. Por su parte, la capilla se presenta incrustada sobre el eje simétrico del recinto con planta de salón, definición de tres naves, presbiterio y sacristías laterales. La línea neogótica de todo este conjunto queda en su interior interrumpida por un par de columnas que soportan un arco de medio punto y no ojival como cabría esperar. Su pavimento, hecho con piezas rectangulares de piedra, queda interrumpido por una lápida de mármol que protege la sepultura del benefactor Yánez Melián.
Su delimitación viene definida por un perímetro rectangular cuyos lados distan 50 metros de cada uno de los del monumento y son paralelos a los lados de este. 
Las secciones de tapia están realizadas en cantería lisa de la que se puede destacar la existencia de una basa que se prolonga por toda la sección, individualizada del conjunto por su relevancia sobre el resto de la tapia y las molduras individualizadoras. La pared es completamente lisa y formada por cantos de sección rectangular de aproximadamente 25 x 45 cm, teniendo cabida en cada paño unos 56 bloques, los cuales están separados del borde superior por varios rebordes geométricos entre los que se encuentran doce pequeños rosetones tallados en la roca de 10 cm de diámetro. 
Las pilastras están compuestas por: 
- Una basa lisa pero sobresaliente unos centímetros del conjunto.
- Un arranque de fuste tronco piramidal igualmente liso, fuste liso con reborde.
- Un capitel decorado someramente con motivos vegetales.
- Sobre el capitel, arrancando de una sección troncocónica, se eleva un cimacio de sección prismática rectangular y acabado en pirámide cuadrangular, elevándose el conjunto aproximadamente setenta centímetros sobre la totalidad de la tapia, si bien en los remates de las puertas alcanzan mayor altura con respecto del grupo.

Las puertas de acceso a las salas mortuorias se elevan hasta una altura intermedia entre la predominante, las tapias, y la del remate de la capilla (aproximadamente 7 metros). Individualizados y centrados por dos pilastras rematadas se elevan dos arcos ojivales que se unen a distinta altura, el inferior abierto es el que da hueco para la puerta; si bien mantiene su carácter de apuntado, el arco que forman las dovelas casi alcanza el medio punto. El superior, ciego y abiertamente apuntado, está decorado interiormente con motivos geométricos, quedando entre este y el de la puerta un tímpano enjalbegado y con una corona en relieve alegórica del carácter funerario de la edificación. El remate está conseguido mediante los dos cimacios y una sección triangular a imitación de un friso adornado en sus rebotes exteriores por motivos vegetales en relieve y, en el ángulo superior, una esfera sobre patena en forma de cruz. 
La fachada de la Capilla, aunque de pequeñas dimensiones, pues tiene una superficie aproximadamente de 100 metros cuadrados, y 10 metros de fachada, configura el eje central del conjunto individualizando las dos secciones laterales correspondientes a cada puerta de acceso. 
Al exterior, da la impresión de tres naves individualizadas verticales que se reflejan en el remate de la edificación por cimacios bastantes elevados y de iguales características a los de los tabiques. La sección central está abierta al interior por una puerta bajo un arco auténticamente apuntado, y los laterales se corresponden a ventanas igualmente sobre arcos del mismo tipo. Las secciones laterales acaban en un dintel plano decorado con bordes geométricos y entre estos una fila de rosetones en relieve, y el reborde exterior con hojas vegetales exentas. 
La sección central, culminada en forma triangular, permite un tímpano interior y un pequeño friso escasamente decorados, el primero con una cruz orlada por una corona de laurel, y el segundo con formas geométricas en arco. El exterior de la cornisa está igualmente adornado con hojas vegetales exentas y culmina en lo alto de la cornisa una escultura en bronce de ángel apocalíptico en actitud de tocar la trompeta del juicio final. 
En conjunto, la decoración es muy simplista con escasos motivos no profusamente trabajados. Estos motivos son escasamente identificables todos con los aplicados en las obras góticas más tradicionales. Los espacios muertos existentes en los tímpanos y entre los arcos y las pilastras están rellenos con argamasa y pintados de blanco, motivo por el cual la decoración en puertas y ventanas se ve resaltada.